# Branded entertainment
Nel campo del marketing e della comunicazione, il branded entertainment viene definito come
(Osservatorio Branded Entertainment, Definizione di Branded Entertainment)
I branded content (dall'inglese, letteralmente "contenuti di marca" o anche noti come "contenuti brandizzati") fanno parte del branded entertainment, in quanto espressione dell'intenzione di una azienda o di un inserzionista di veicolare un apposito messaggio, che trasmetta i valori e gli obiettivi del brand.
Rispetto alla pubblicità tradizionale (che interrompe il contenuto di cui sta fruendo un utente), al content marketing (in cui il contenuto è presentato secondo una precisa strategia di marketing) e al product placement (in cui gli inserzionisti pagano affinché ci siano riferimenti ai loro marchi all'interno di film e serie televisive), il branded entertainment rappresenta un contenuto di intrattenimento che risponde agli interessi del pubblico ed è il pubblico stesso a scegliere di guardarlo.

## Storia

### Primi esempi
Il primo esempio storico di branded entertainment può essere considerato l'Eneide di Virgilio, l'opera commissionata dall’imperatore Augusto, in cui vengono celebrate le gesta dell’eroe troiano Enea presentato (alla pari di in brand) come leale capostipite della Gens Iulia.
Il concetto di branded entertainment risale agli albori del broadcasting: molti dei primi programmi radiofonici e televisivi erano controllati dai loro sponsor e personalizzati (oggi potremmo dire "brandizzati") con i loro nomi. Ricordiamo negli Stati Uniti Colgate Comedy Hour, Hallmark Hall of Fame e Westinghouse Studio One . Questi programmi prevedevano segmenti che promuovevano i prodotti dello sponsor, in genere con un testimonial o un portavoce del marchio, e dimostrazioni di nuovi prodotti.
Molti drammi seriali rivolti alle donne, come As the World Turns, sono stati prodotti dalla società di beni di consumo Procter & Gamble; il riferimento ai prodotti dell'azienda, ha spinto il genere nel suo insieme a essere soprannominato soap opera (dall'inglese, letteralmente "storie di sapone").
L'azienda di cosmetici Revlon acquisì una notevole importanza dopo aver sponsorizzato il quiz The $ 64.000 Question, che è stato, per un certo periodo, il programma più visto dalla televisione statunitense.
Nel 1956, il nuovo marchio Edsel della Ford Motor Company sponsorizzò uno spettacolo di varietà della CBS, The Edsel Show, con Bing Crosby, Frank Sinatra e Bob Hope, ben accolto dal pubblico e dalla critica. Tuttavia, il successo del programma non si trasferì alla stessa Edsel, che considerò questo branded content un fallimento commerciale di alto profilo. Su richiesta di Crosby, il programma è stato accreditato come una produzione della sua alma mater Gonzaga University, con i suoi ricavi che hanno contribuito a finanziare la costruzione di una nuova biblioteca del campus.

### Esempi moderni
Nel 2001, la casa automobilistica BMW avviò una campagna di marketing intitolata The Hire, presentando le autovetture con una serie di cortometraggi diretti da registi di spicco, come Guy Ritchie. I cortometraggi sono stati pubblicizzati attraverso la televisione, la stampa e il marketing online, indirizzando gli spettatori al sito web di BMW Films, in cui era possibile guardare in streaming tutti i film della campagna e consultare le specifiche delle auto pubblicizzate. BMW ha anche distribuito i film in DVD con la rivista Vanity Fair per aumentarne la diffusione e il numero di spettatori tra il pubblico femminile. Alla fine della campagna nel 2005, la serie di otto film aveva accumulato oltre 100 milioni di visualizzazioni e molti di questi cortometraggi avevano ricevuto premi sia per la pubblicità che per la regia.
Nel 2010, Procter & Gamble e Walmart finanziarono una fiction televisiva seriale distribuita attraverso la sua divisione Procter & Gamble Productions.The Jensen Project e Secrets of the Mountain raccontavano storie adatte alla visione familiare, trasmesse principalmente sulla NBC, e prevedevano sia l'inserimento di prodotti P&G, sia l'insegna dei negozi Walmart Great Value . P&G ha dichiarato che la preferenza dei consumatori per i prodotti mostrati in Secrets of the Mountain era aumentata del 26% tra le madri che avevano visto il film. Advertising Age ha ritenuto che, nonostante la tiepida accoglienza di questo esempio di branded entertainment tra il pubblico, possa essere considerato "come caso studio di successo di branded entertainment, sono diventati il Santo Graal di come le reti e gli esperti di marketing possano utilizzare l'intrattenimento per raggiungere un pubblico scalabile, vendite di prodotti misurabili e comunità di fan attive".
La società di bevande energetiche Red Bull ha fatto grande affidamento sul branded entertainment come parte delle sue strategie di marketing, anche in Italia. La società gestisce diversi studi Media House, che coordinano la produzione e la distribuzione di contenuti originali mirati agli interessi dei giovani adulti, in particolare musica e sport estremi . Oltre a contenuti multimediali digitali come video online (tramite piattaforme come Red Bull TV) e supporti cartacei come The Red Bulletin, Red Bull ha anche organizzato eventi e competizioni sportive che portano il suo nome, come il Red Bull Air Race World Championship, concordi come Crashed Ice e Flugtag, festival ed eventi musicali come la Red Bull Music Academy e il celebre lancio con il paracadute dalla stratosfera terrestre di Felix Baumgartner . Queste iniziative sono coerenti con l'immagine dell'azienda, rafforzano l'immagine di Red Bull come marchio di lifestyle e legato agli sport estremi, senza necessariamente promuovere il prodotto stesso. Un dirigente della Red Bull Media House North America ha osservato che la crescita delle piattaforme multimediali digitali ha reso più facile per i marchi produrre e distribuire i propri contenuti e ha sottolineato che il branded entertainment sia più efficace quando sono "autentico" e di alta qualità.
In Italia, nel 2022 andò in onda il cortometraggio Ugo di Mutti prima della semifinale di Coppa Italia: lo si può considerare un evento eccezionale, soprattutto dal punto di vista della pianificazione pubblicitaria, con una programmazione di lunga durata (5 minuti) nella fascia di prime time.

## Ricerche
Negli Stati Uniti nel 2003 è stata costituita la Branded Content Marketing Association (BCMA) per promuovere i branded content verso un pubblico più ampio e internazionale. Nel gennaio 2008, la BCMA ha condotto uno studio con l'obiettivo di analizzare l'efficacia dei branded content rispetto alla pubblicità tradizionale. Secondo quanto riferito, oltre un terzo delle persone era scettico nei confronti degli annunci tradizionali e solo un decimo si fidava delle aziende che pagavano tali annunci. Lo studio ha concluso che "nella stragrande maggioranza dei casi i consumatori hanno preferito l'approccio più innovativo rispetto alla pubblicità tradizionale".
In Italia nel 2013, sotto la direzione scientifica di Patrizia Musso (in carica fino al 2021) è stato fondato l'Osservatorio Branded Entertainment (OBE). Oggi ne è Diretto Scientifico Anna Vitiello.
L’Osservatorio, partner dell'internazionale BCMA, si propone come punto di incontro e aggregazione per chi è interessato all’utilizzo del branded entertainment come leva di comunicazione. Vi aderisce chi commissiona il branded entertainment (le aziende inserzioniste), chi lo crea, produce e pubblica (agenzie creative, case di produzione, editori), chi ne pianifica la distribuzione (centri media, concessionarie), chi ne regola l'utilizzo (le istituzioni), chi informa il pubblico (la stampa, le università, le associazioni).